# Gerda Warburg
Gerda Eugenie Sara Warburg, född 2 maj 1880 i Stockholm, död okänt år, var en svensk-brittisk målare och tecknare.
Hon var dotter till grosshandlaren Siegfried Samuel Warburg och Ellen Lea Josephson och från 1907 gift med den brittiska läraren Herman Hilton (Hermann Hildesheim). Warburg studerade konst vid Konstakademien i Stockholm 1901–1905. Efter sitt giftermål bosatte hon sig i England där hon var verksam som målare och illustratör. För Svensk Läraretidning och Barnbiblioteket Saga utförde hon några enstaka illustrationer.